# Unicoi
Unicoi és una població dels Estats Units a l'estat de Tennessee. Segons el cens del 2000 tenia 3.519 habitants.

## Demografia
Segons el cens del 2000, Unicoi tenia 3.519 habitants, 1.452 habitatges, i 1.052 famílies. La densitat de població era de 83,6 habitants/km².
Dels 1.452 habitatges en un 29,2% hi vivien nens de menys de 18 anys, en un 62,1% hi vivien parelles casades, en un 7,1% dones solteres, i en un 27,5% no eren unitats familiars. En el 23,2% dels habitatges hi vivien persones soles el 8,8% de les quals corresponia a persones de 65 anys o més que vivien soles. El nombre mitjà de persones vivint en cada habitatge era de 2,42 i el nombre mitjà de persones que vivien en cada família era de 2,88.
Per edats la població es repartia de la següent manera: un 22,3% tenia menys de 18 anys, un 8,2% entre 18 i 24, un 29,7% entre 25 i 44, un 27,4% de 45 a 60 i un 12,5% 65 anys o més.
L'edat mediana era de 39 anys. Per cada 100 dones de 18 o més anys hi havia 99 homes.
La renda mediana per habitatge era de 29.483 $ i la renda mediana per família de 40.208 $. Els homes tenien una renda mediana de 31.299 $ mentre que les dones 19.052 $. La renda per capita de la població era de 15.870 $. Entorn del 9,7% de les famílies i el 13,2% de la població estaven per davall del llindar de pobresa.

## Poblacions més properes
El següent diagrama mostra les poblacions més properes.